# Psilanthus melanocarpus
Psilanthus melanocarpus là một loài thực vật có hoa trong họ Thiến thảo. Loài này được (Welw. ex Hiern) J.-F.Leroy miêu tả khoa học đầu tiên năm 1980.